# IC 4518
IC 4518 ist ein interagierendes Galaxienpaar im Sternbild Wolf. Es ist schätzungsweise 205 Millionen Lichtjahre von der Milchstraße entfernt.
Das Objekt wurde am 15. Mai 1904 vom US-amerikanischen Astronomen Royal Harwood Frost entdeckt.